# Ladislav Prášil
Ladislav Prášil (* 17. května 1990 Šternberk) je český atlet, vrhač. Je dvojnásobným držitelem bronzové medaile z halového mistrovství Evropy. Mezi jeho další úspěchy patří 5. místo z Mistrovství světa 2013.

## Sportovní kariéra
Rodák ze Šternberka začínal s atletikou v klubu AK Olomouc pod vedením Viktora Znojila. V roce 2010 přešel do Prahy do atletického tréninkového centra vrhačů Dukla Praha pod vedení Petra Stehlíka.
V roce 2012 atakoval limit pro olympijské hry v Londýně (20 m) a zaostal za ním o 10 cm (19,90 m). Splnil však mírnější limit vrhače do 22 let pro účast na mistrovství Evropy v Helsinkách, kde nepostoupil z kvalifikace. Koncem srpna 2012 poprvé v kariéře překonal dvacetimetrovou hranici výkonem 20,04 m.
V sezóně 2013 se stal pravidelným vrhačem za 20 m. V únoru vybojoval bronzovou medaili na halovém mistrovství Evropy v Göteborgu za výkon 20,29 m. V dubnu potom poprvé ve své kariéře převrhnul 21 m, když na přípravném závodě v jihoafrickém Potchefstroomu vrhnul 21,47 m a zařadil se na druhé místo českých tabulek za Remigia Machuru. Tímto výkonem se kvalifikoval na Mistrovství světa v atletice v Moskvě, kde obsadil páté místo.

## Zajímavosti
Přes své tělesné proporce nepatří Ladislav Prášil mezi silové vrhače.
V roce 2008 utrpěl zranění kolene na levé noze. Problém řešil operativně po příchodu do Prahy na konci atletické sezony 2010. První plastika šlachy se nevydařila a po půl roce musel podstoupit plastiku znovu. Ani druhá operace však nedopadla podle představ. Kvůli tomuto zranění je Prášil limitován při odrazu. V současnosti se snaží řešit problém jinými metodami, především rehabilitací a speciálním posilováním.

## Osobní rekordy

### Venku
- 21,47 m (20. dubna 2013, Potchefstroom)

### V hale
- 20,84 m (26. února 2017, Praha)